# Daktyl
Daktyl är en fallande versfot som består av tre stavelser: lång-kort-kort, betonad-obetonad-obetonad (— ∪ ∪). Ordet kommer av grekiskans dáktylos, "finger".
I början av den svenska skönlitteraturens historia var flera lärde (Petrus Lagerlöf, Carl Aurivillius) ense om att daktyler stred mot svenska språkets naturliga prosodi eftersom det är naturligt i svenska språket att betona varannan stavelse. Eftersom hexametern och annan antik meter delvis bygger på daktyler och dessa versmått var populära, uppstod problem med att författa skönlitteratur på svenska. Georg Stiernhielm använde daktyler, men de slog igenom först med Thomas Thorild som fick sitt genombrott med en orimmad dikt på daktyler ("Passionerna").